# Erica costatisepala
Erica costatisepala är en ljungväxtart som beskrevs av H.A. Baker. Erica costatisepala ingår i släktet klockljungssläktet, och familjen ljungväxter. Inga underarter finns listade i Catalogue of Life.